# Cúmulus
Los cúmulos o cúmulus (cumulus en latín,  que significa montón o pila) son un tipo de nube que exhibe considerable desarrollo vertical, tiene bordes claramente definidos y un aspecto que a menudo se describe como algodonoso o parecido al 'algodón'. Los cúmulos pueden formarse solos, en filas o en grupos. Dependiendo de los efectos de otros factores atmosféricos, como la inestabilidad, la humedad y el gradiente térmico, los cúmulos son precursores de otros tipos de nubes, como el cumulonimbo. Los cúmulos pertenecen a la categoría general de nubes cumuliformes, la cual incluye también cumulus congestus y Cumulonimbus. Los cúmulos y cumulonimbos más intensos están asociados con fenómenos de tiempo severo tales como granizo, trombas o mangas de agua y tornados.
Los cúmulos son nubes de bajo nivel, generalmente de menos de 2000 m de altitud, a menos que sean la forma más vertical de cumulus congestus. Los cúmulos pueden aparecer solos, en líneas o en grupos.
Los cúmulos suelen ser precursores de otros tipos de nubes, como las Cumulonimbus, cuando están influenciados por factores meteorológicos como la inestabilidad, la humedad y el gradiente de temperatura. Normalmente, los cúmulos producen poca o ninguna precipitación, pero pueden crecer hasta convertirse en congestos o cumulonimbos portadores de precipitación. Los cúmulos pueden estar formados por vapor de agua, gotas de agua sobreenfriadas o cristales de hielo, dependiendo de la temperatura ambiente. Se presentan en muchas subformas distintas y generalmente enfrían la tierra al reflejar la radiación solar entrante. Los cúmulos forman parte de la categoría más amplia de las nubes cumuliformes de convección libre, que incluyen los cumulonimbos. Este último tipo de género a veces se clasifica por separado como cumulonimbiformes debido a su estructura más compleja que a menudo incluye una cima cirriforme o de yunque. También hay nubes cumuliformes de convección limitada que comprenden estratocúmulos (lowétage), altocúmulos (middle-étage) y cirrocúmulos (high-étage). Estos tres últimos tipos de género se clasifican a veces por separado como estratocumuliformes.

## Etimología
Cúmulo, cumulus en latín, significa ‘por acumulación’.

## Meteorología
Se forman a altitudes desde 500 a 6.000 m y frecuentemente están desparramadas en densas formaciones de paquetes amontonados por convección. Con fuerza ascensorial, las corrientes de aire conocidas como termales ascienden a una altura donde la humedad del aire puede comenzar a condensar. Debido a esto, los cúmulos crecen verticalmente en vez de horizontalmente. Por esta razón, los cúmulos son "usados" por los pilotos de planeador logrando estar en esas corrientes convectivas (las termales) por largos periodos. 
Cuando las corrientes convectivas son lo suficientemente fuertes y el aire está lo suficientemente húmedo, un cúmulus puede continuar su desarrollo vertical más allá de los 6.000 m y convertirse en un cumulonimbus.
Aunque mucho más comunes en épocas calurosas (verano), los cúmulos se pueden formar en cualquier período del año; siempre que las condiciones sean las necesarias, y los cúmulos pueden crecer y pasar a ser cumulonimbus, que traerán tormentas - lluvias.
Los cúmulos frecuentemente se forman en tiempo de anticiclón, aunque a veces el aire descendente anticiclónico produce una capa de inversión que impide el ascenso del aire a altitudes donde su humedad podría condensar. En esas condiciones, los cúmulos no se forman, y el cielo sigue despejado. En muchos casos, este proceso dura 45 minutos.

## Descripción

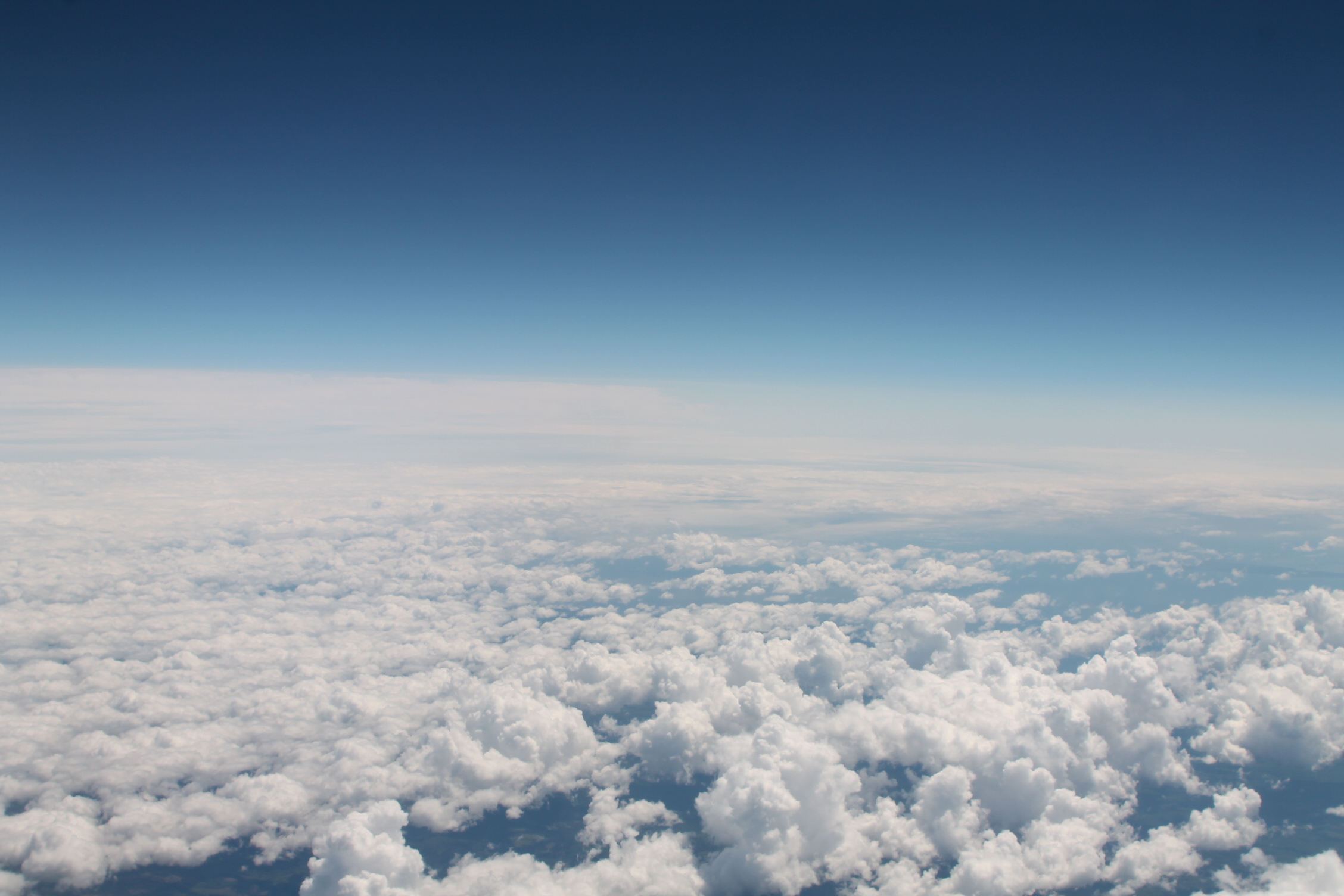
Cúmulos vistos desde arriba

Se ha comprobado que la densidad del agua líquida dentro de un cúmulo cambia con la altura sobre la base de la nube en lugar de ser aproximadamente constante en toda la nube. En un estudio concreto, se descubrió que la concentración era cero en la base de la nube. A medida que aumentaba la altitud, la concentración aumentaba rápidamente hasta alcanzar la concentración máxima cerca del centro de la nube. Se encontró que la concentración máxima era de hasta 1,25 gramos de agua por kilogramo de aire. La concentración disminuía lentamente a medida que aumentaba la altitud hasta la altura de la parte superior de la nube, donde volvía a caer inmediatamente a cero.

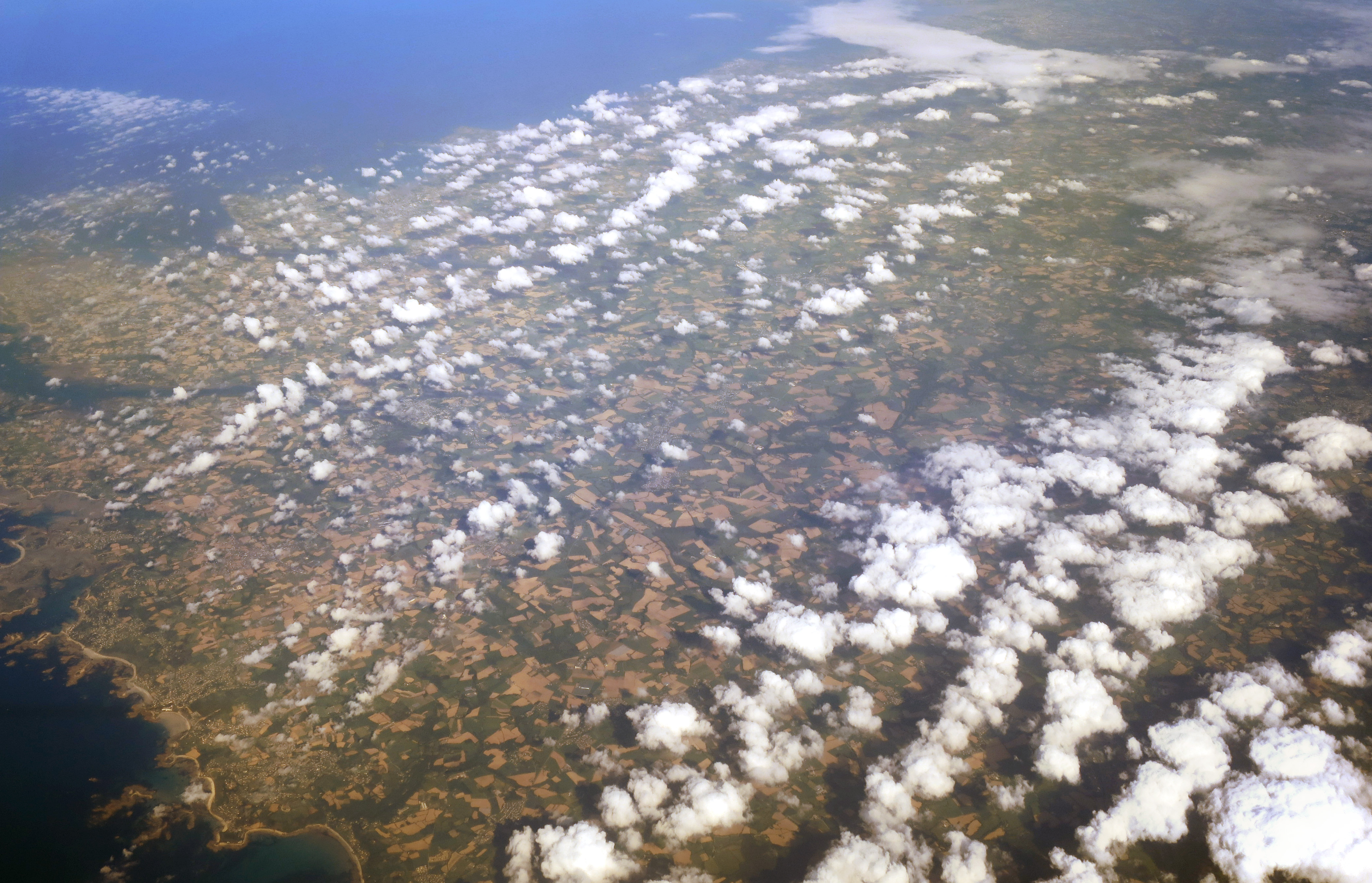
Líneas de nubes Cúmulo sobre Bretaña

Las nubes cúmulos pueden formarse en líneas que se extienden a lo largo de 480 kilómetros (298,3 mi) llamadas calles de nubes. Estas calles de nubes cubren vastas áreas y pueden ser discontinuas o continuas. Se forman cuando la cizalladura del viento provoca una circulación horizontal en la atmósfera, produciendo las largas y tubulares calles de nubes. Generalmente se forman durante sistemas de alta presión, como por ejemplo después de un frente frío.
La altura a la que se forma la nube depende de la cantidad de humedad en la térmica que la forma. El aire húmedo generalmente dará lugar a una base de nubes más baja. En las zonas templadas, la base de los cúmulos suele estar por debajo de 550 metros (1804,5 pies) sobre el nivel del suelo, pero puede llegar hasta 2400 metros (7874,0 pies) de altura. En zonas áridas y montañosas, la base de la nube puede superar los 6100 metros (20 013,1 pies).

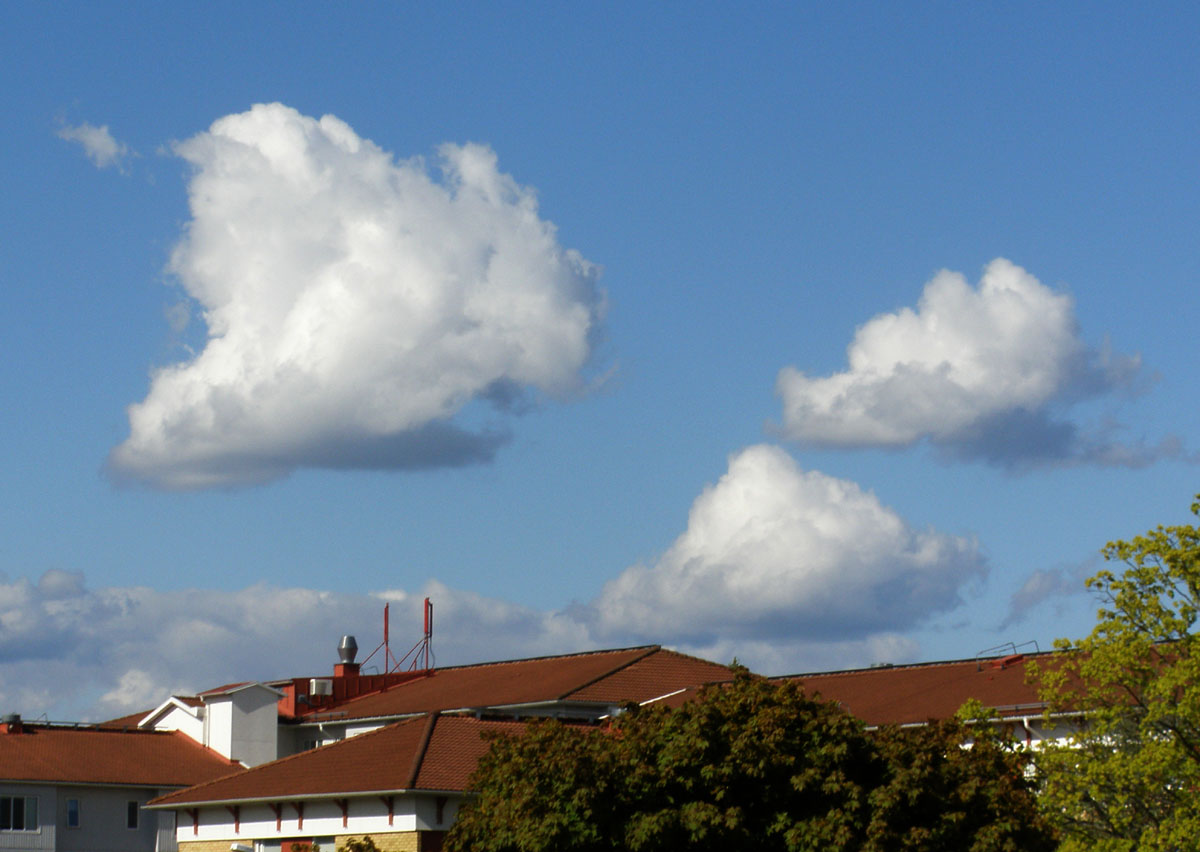
Algunas nubes cumulus mediocris

Los cúmulos pueden estar compuestos por cristales de hielos, gotas de agua, gotas de agua sobreenfriada o una mezcla de ellos. Las gotas de agua se forman cuando el vapor de agua se condensa en los núcleos, y luego pueden fusionarse en gotas cada vez más grandes.
Un estudio descubrió que en las regiones templadas, las bases de las nubes estudiadas oscilaban entre 500 a 1500 metros (1640,4 a 4921,3 pies) por encima del nivel del suelo. Estas nubes estaban normalmente por encima de 25 grados Celsius (77,0 °F), y la concentración de gotas oscilaba entre 23 a 1300 gotas/cm3. Estos datos se tomaron de cúmulos aislados en crecimiento que no precipitaban. Las gotitas eran muy pequeñas, de hasta unos 5 micrómetros de diámetro. Aunque pudo haber gotas más pequeñas, las mediciones no fueron lo suficientemente sensibles como para detectarlas. Las gotas más pequeñas se encontraron en las partes inferiores de las nubes, y el porcentaje de gotas grandes (de unos 20 a 30 micrómetros) aumentó drásticamente en las regiones superiores de la nube. La distribución del tamaño de las gotas era ligeramente bimodal, con picos en los tamaños pequeño y grande de las gotas y una ligera depresión en el rango de tamaño intermedio. El sesgo era aproximadamente neutro. Además, el tamaño de las gotas grandes es aproximadamente inversamente proporcional a la concentración de gotas por unidad de volumen de aire.
En algunos lugares, los cúmulos pueden tener "agujeros" donde no hay gotas de agua. Estos pueden ocurrir cuando los vientos desgarran la nube e incorporan el aire del entorno o cuando las fuertes corrientes descendentes evaporan el agua.

### Subformas
Los cúmulos se presentan en cuatro especies distintas, cumulus humilis, mediocris, congestus y fractus. Estas especies pueden organizarse en la variedad, cumulus radiatus; y pueden ir acompañadas de hasta siete características suplementarias, cumulus pileus, velum, virga, praecipitatio, arcus, pannus, y tuba.
La especie Cumulus fractus tiene un aspecto irregular y puede formarse en el aire claro como precursor del cumulus humilis y de especies de cumulus más grandes; o puede formarse en las precipitaciones como la característica suplementaria pannus (también llamada scud) que también puede incluir el stratus fractus del mal tiempo. Las nubes Cumulus humilis tienen un aspecto hinchado y aplanado. Las nubes Cumulus mediocris tienen un aspecto similar, excepto que tienen cierto desarrollo vertical. Las nubes Cumulus congestus tienen una estructura parecida a la de una coliflor y se elevan a gran altura en la atmósfera, de ahí su nombre alternativo de "cúmulos elevados". La variedad Cumulus radiatus se forma en bandas radiales llamadas calles de nubes y puede comprender cualquiera de las cuatro especies de cúmulos.
Las características suplementarias de los cúmulos se observan más comúnmente con la especie congestus. Los cumulus virga son cúmulos que producen virga (precipitación que se evapora mientras está en el aire), y los cumulus praecipitatio producen precipitación que llega a la superficie de la Tierra. Los Cumulus pannus comprenden nubes desmenuzadas que normalmente aparecen bajo el cúmulo padre durante la precipitación. Las nubes Cumulus arcus tienen un frente de ráfaga, y las nubes cumulus tuba tienen nubes embudo o tornado. Las nubes cumulus pileus se refieren a los cúmulos que han crecido tan rápidamente como para forzar la formación de pileus sobre la parte superior de la nube. Las nubes Cumulus velum tienen un velo de cristales de hielo sobre la parte superior de la nube que está creciendo.
También hay cúmulos cataractágenos. Estos se forman por cascadas.

## Galería

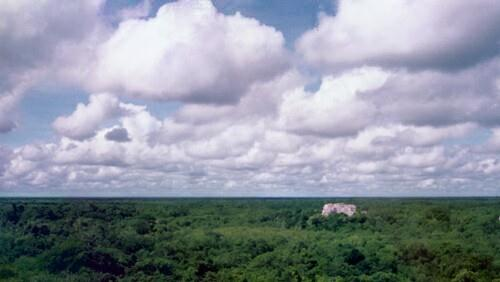
Cúmulos sobre ruinas en México, mostrando formas pomposas y densas.
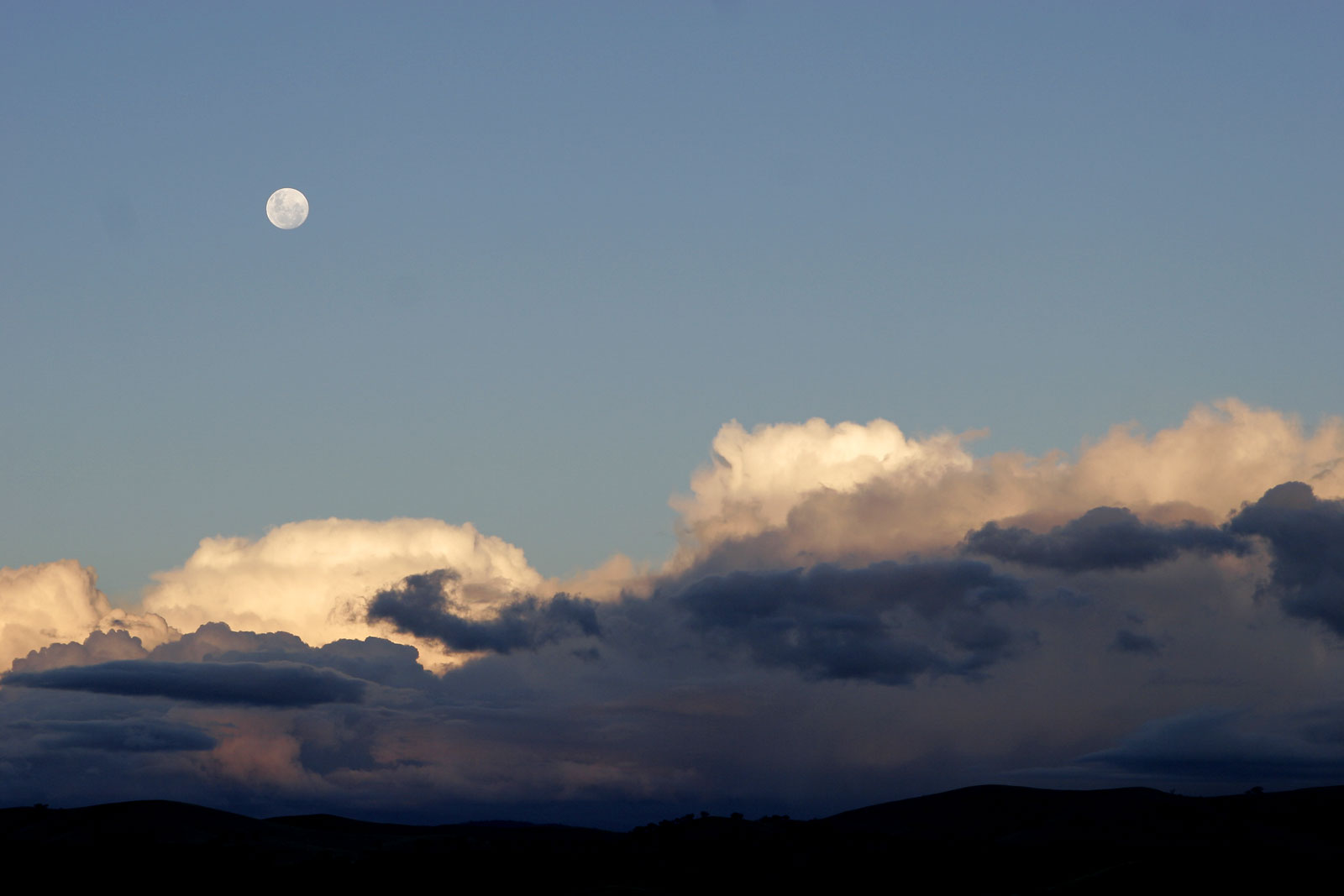
La Luna y cúmulos.
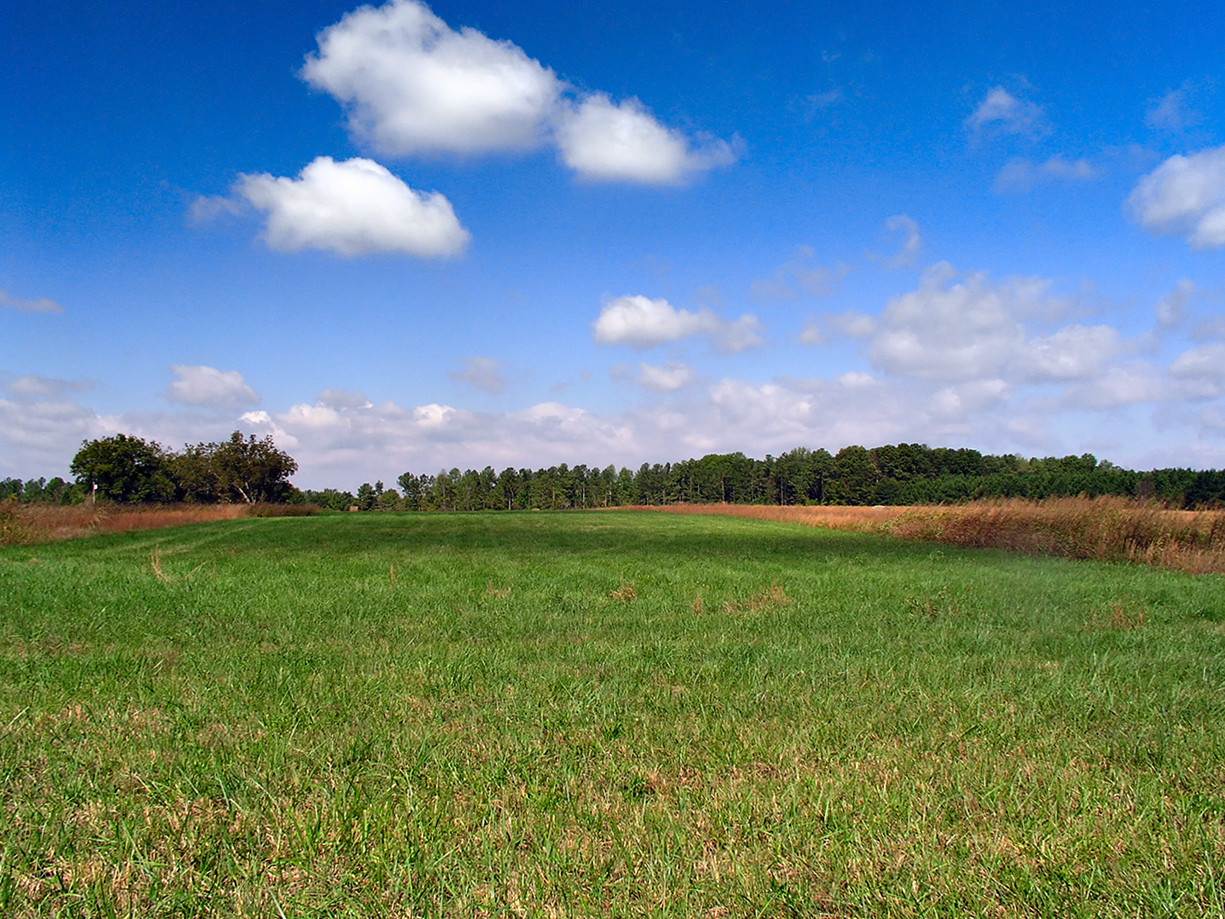
Cúmulus.
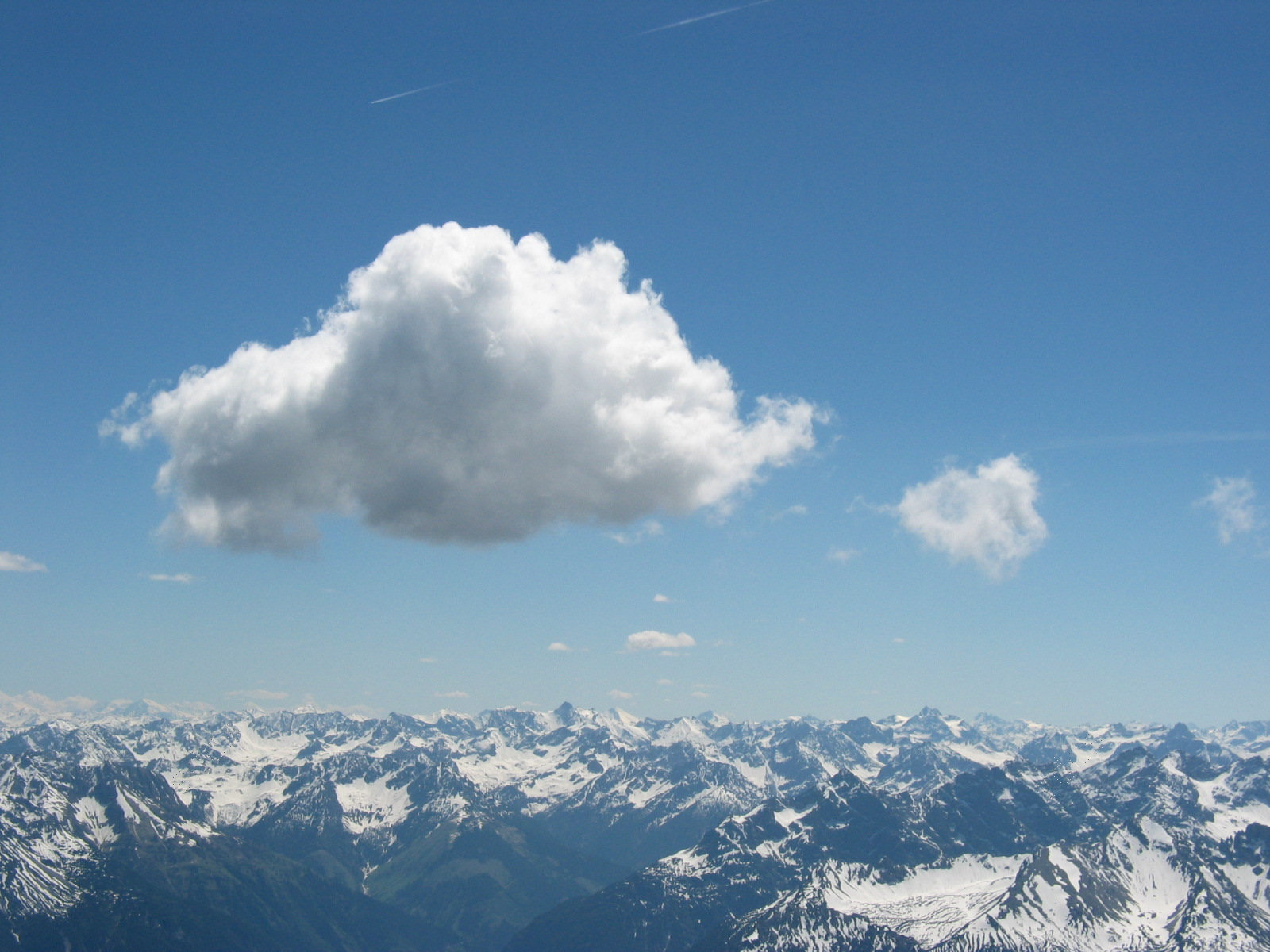
Típico cielo de verano con cúmulos.
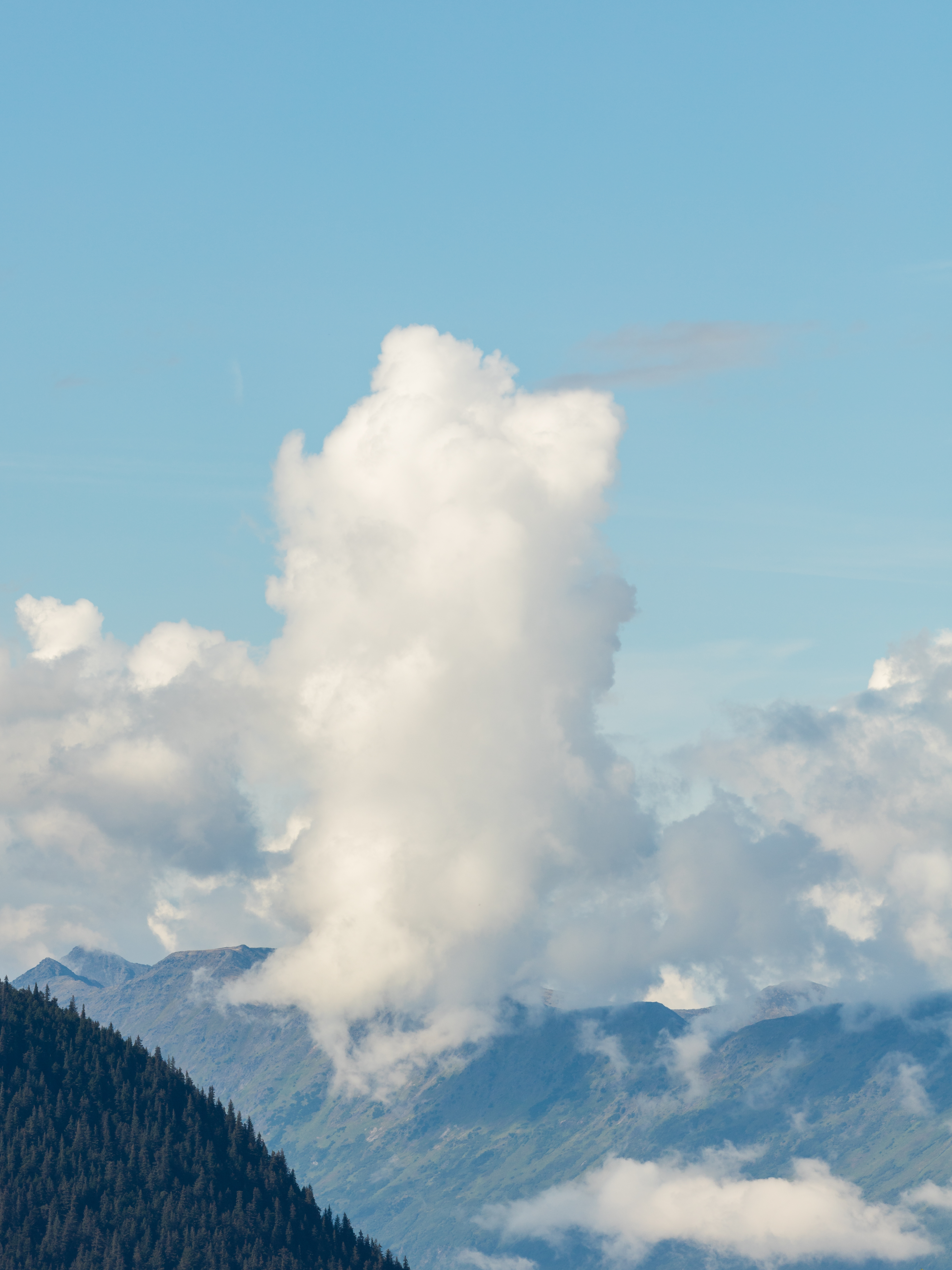
Cúmulo vertical.
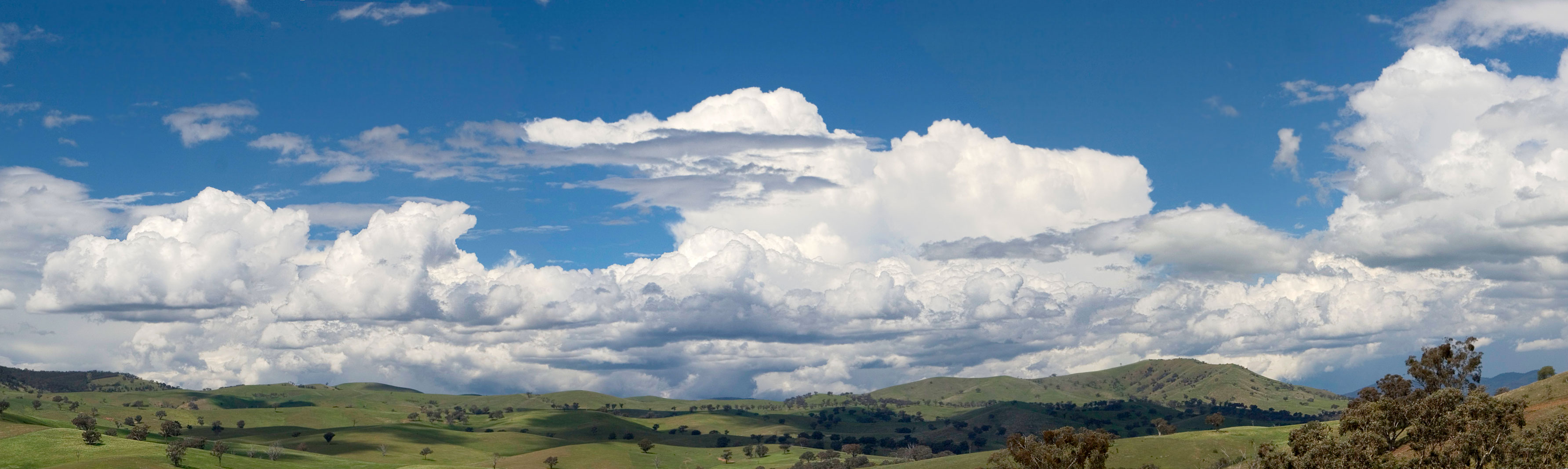
Cúmulos.
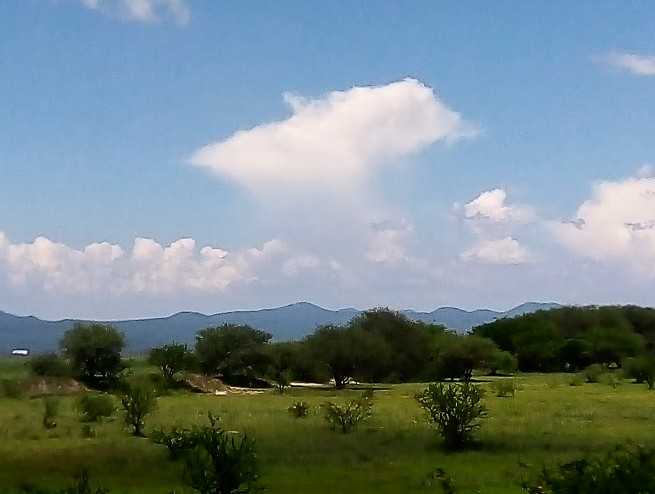
Nube cumulus humilis produciendo precipitación
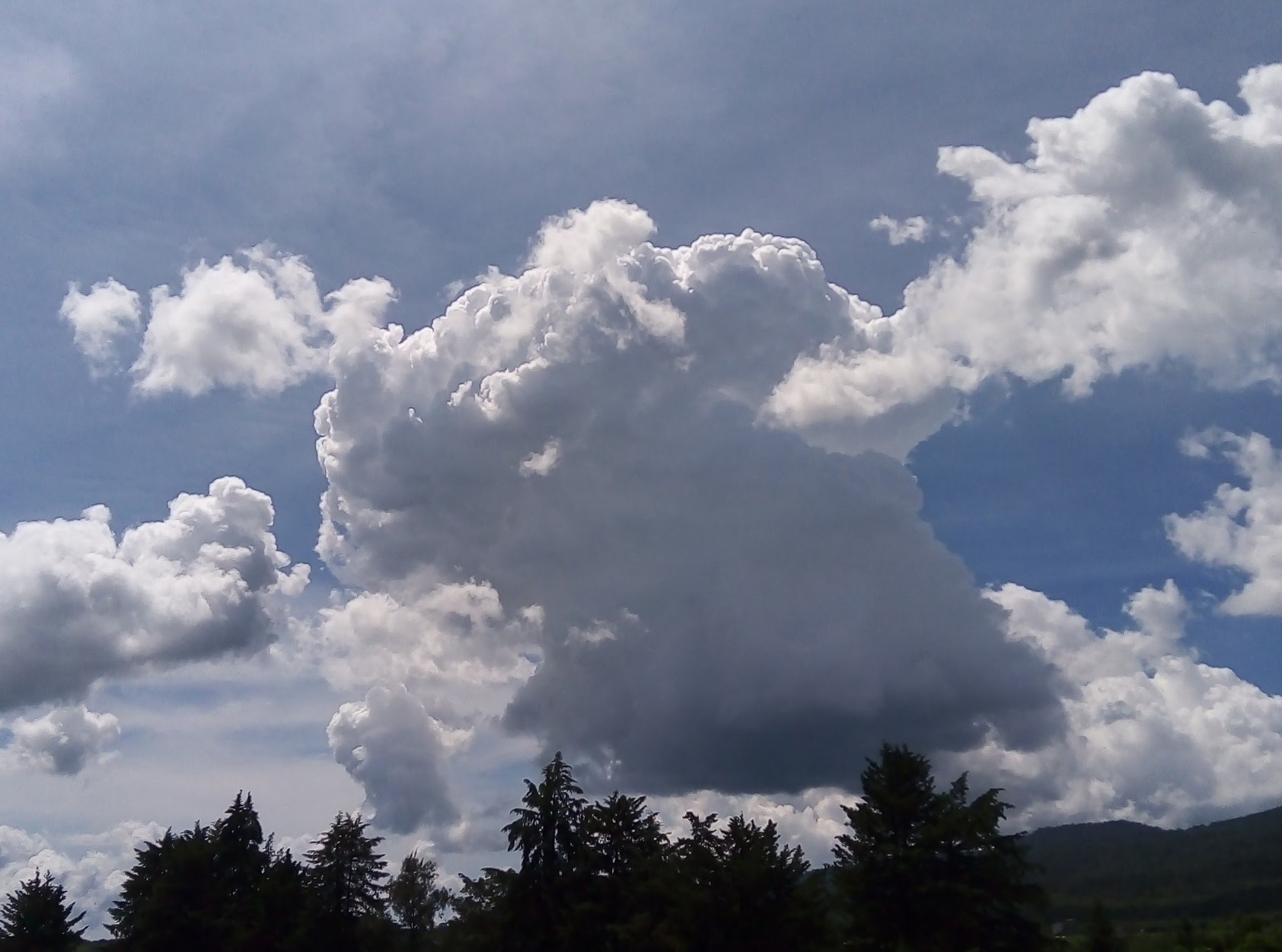
Cumulus mediocris oscura.

## Tipos de cúmulos

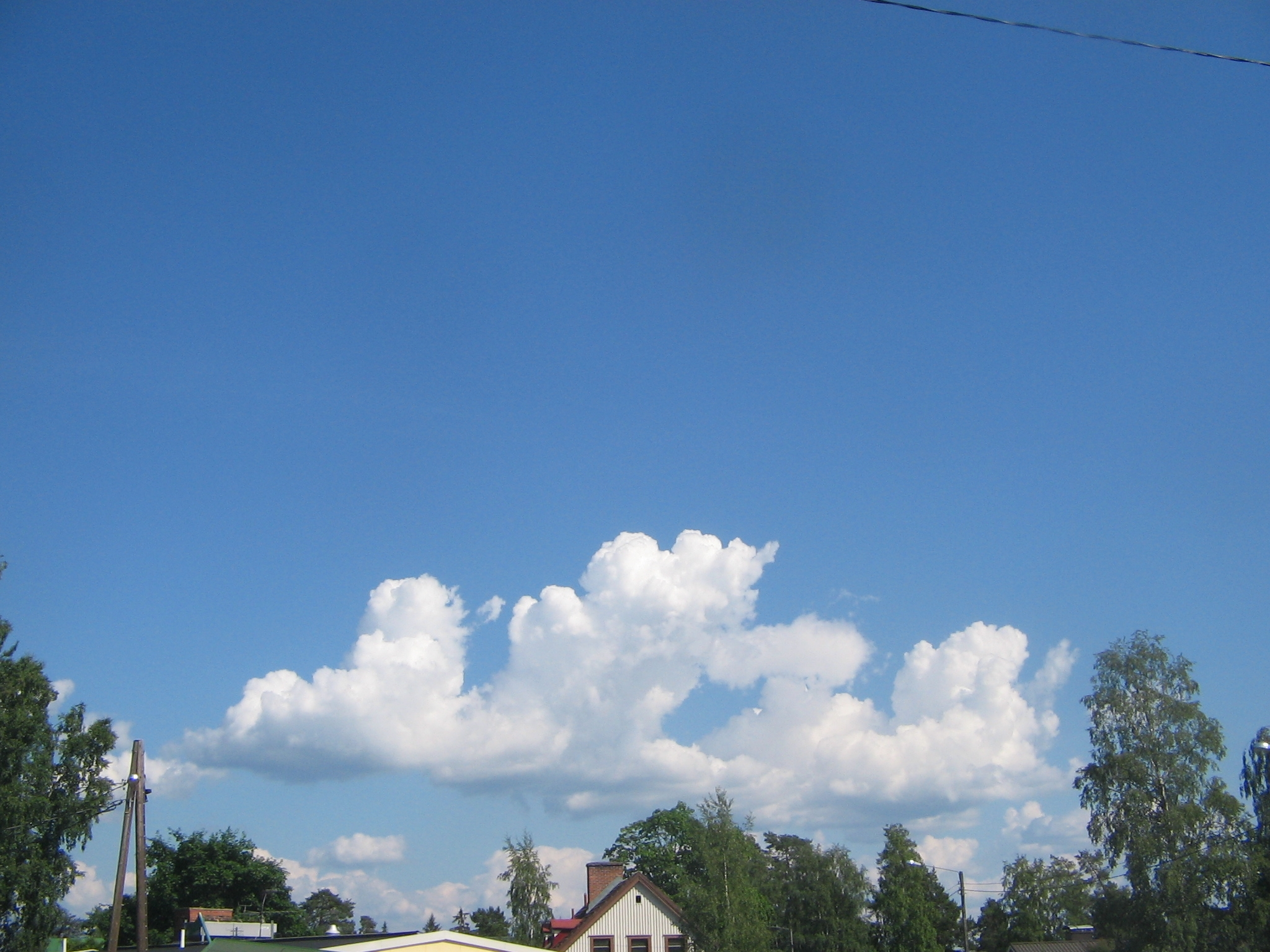
Cumulus castellanus
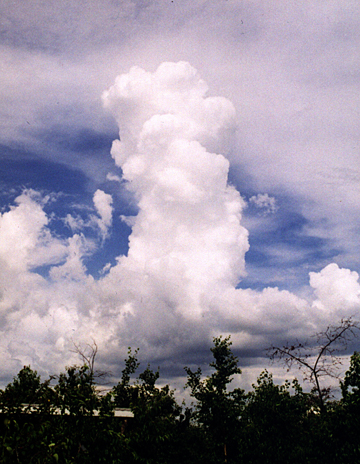
Cumulus congestus
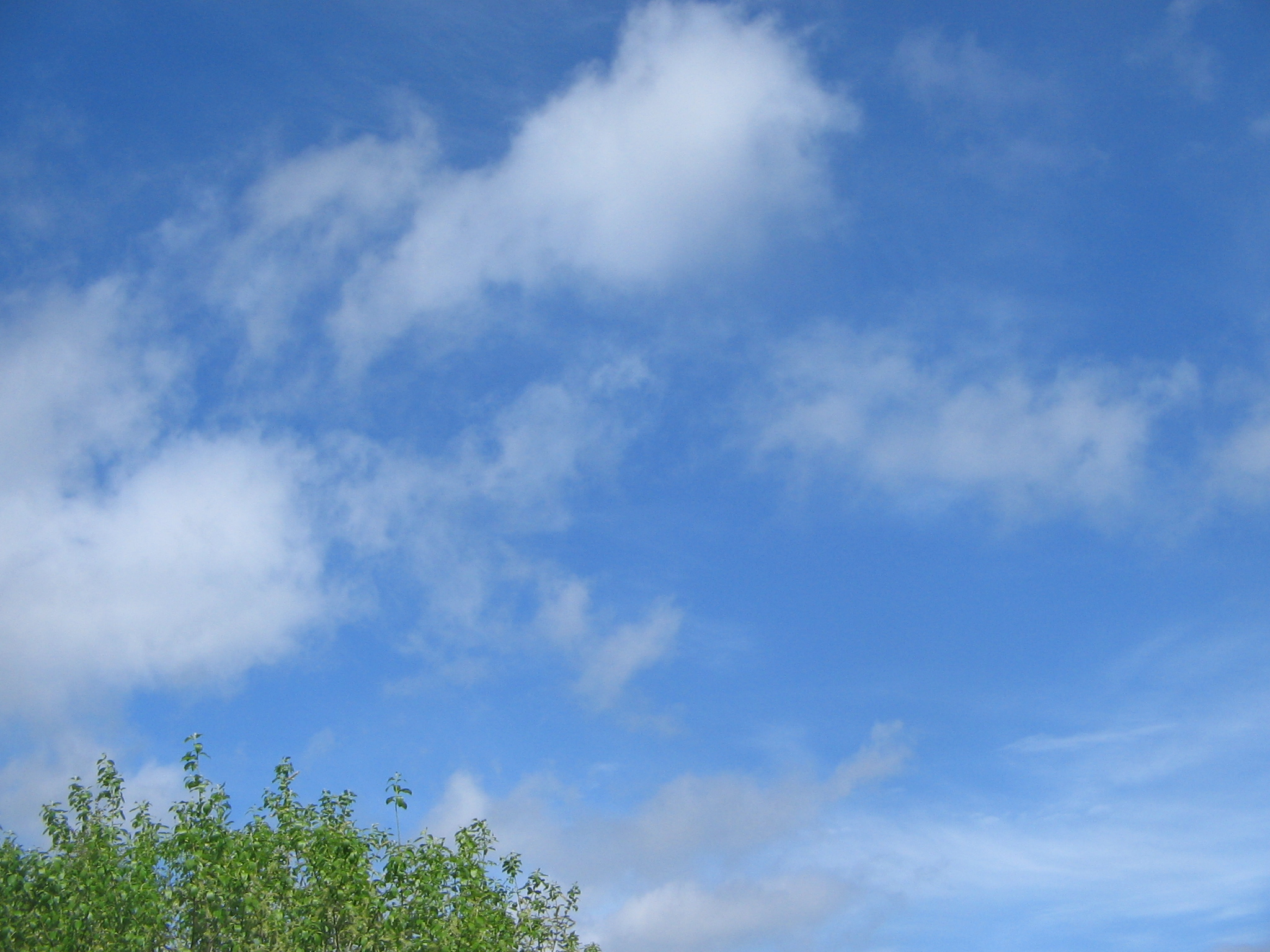
Cumulus fractus
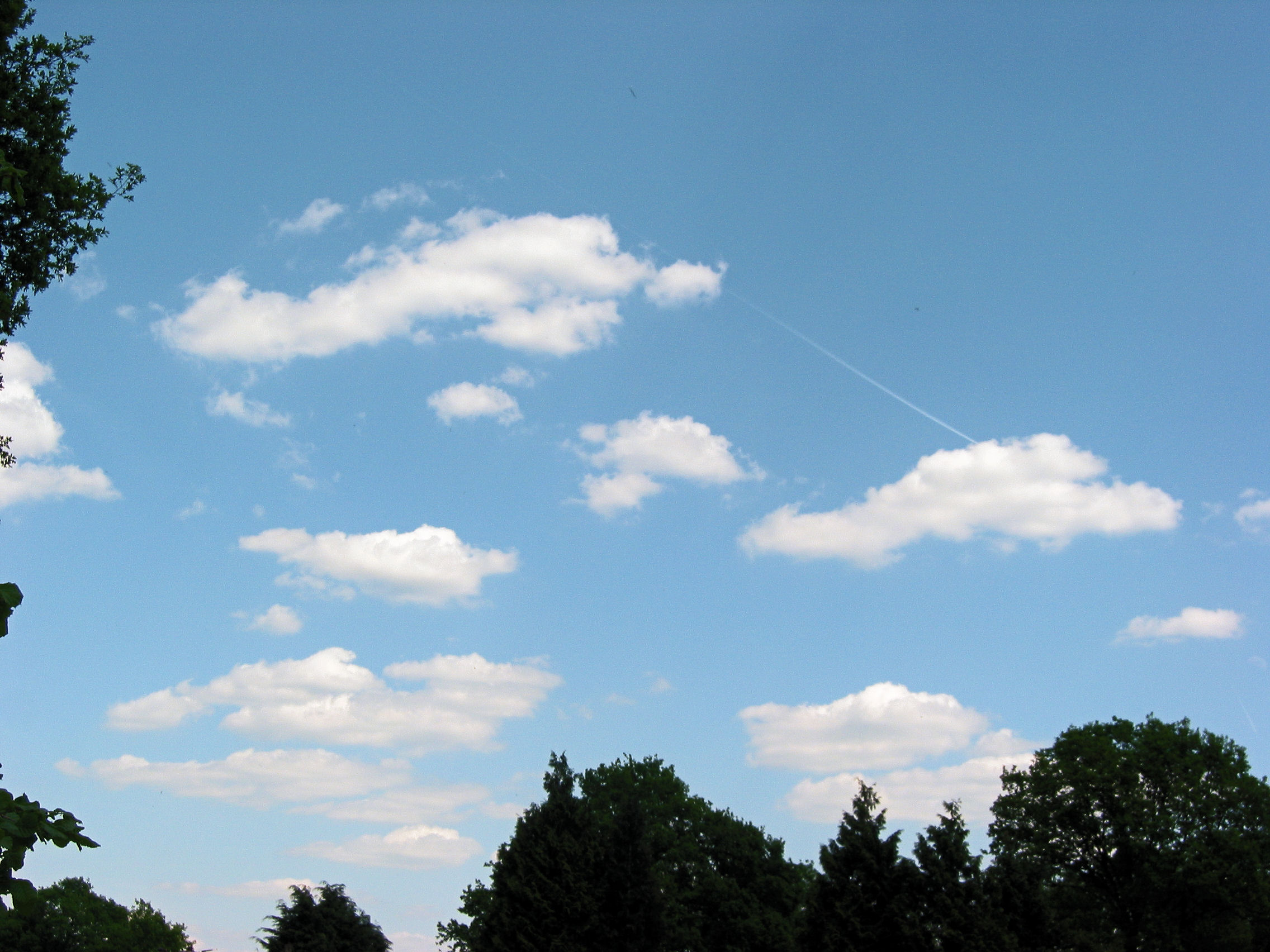
Cumulus humilis
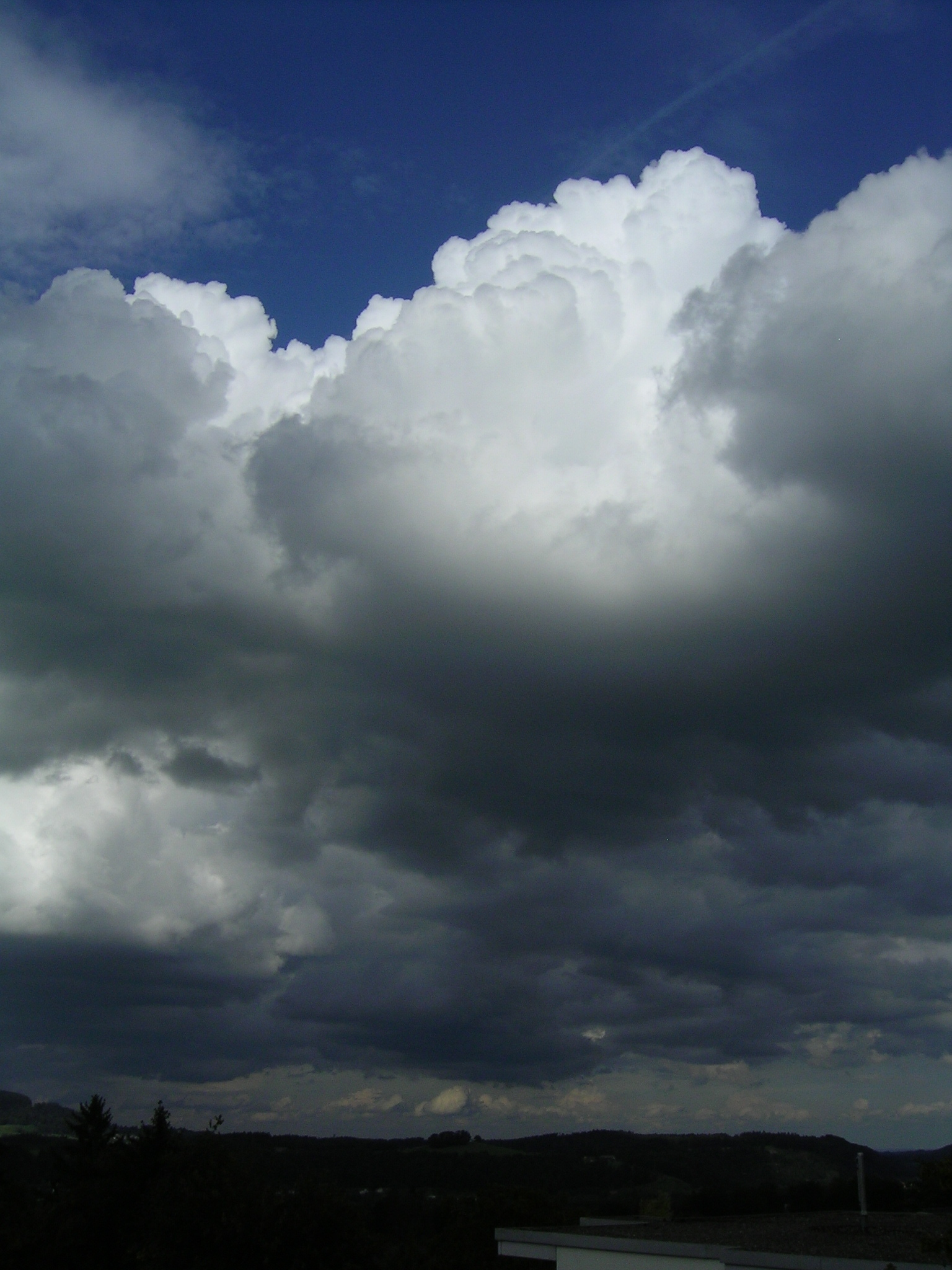
Cumulus mediocris
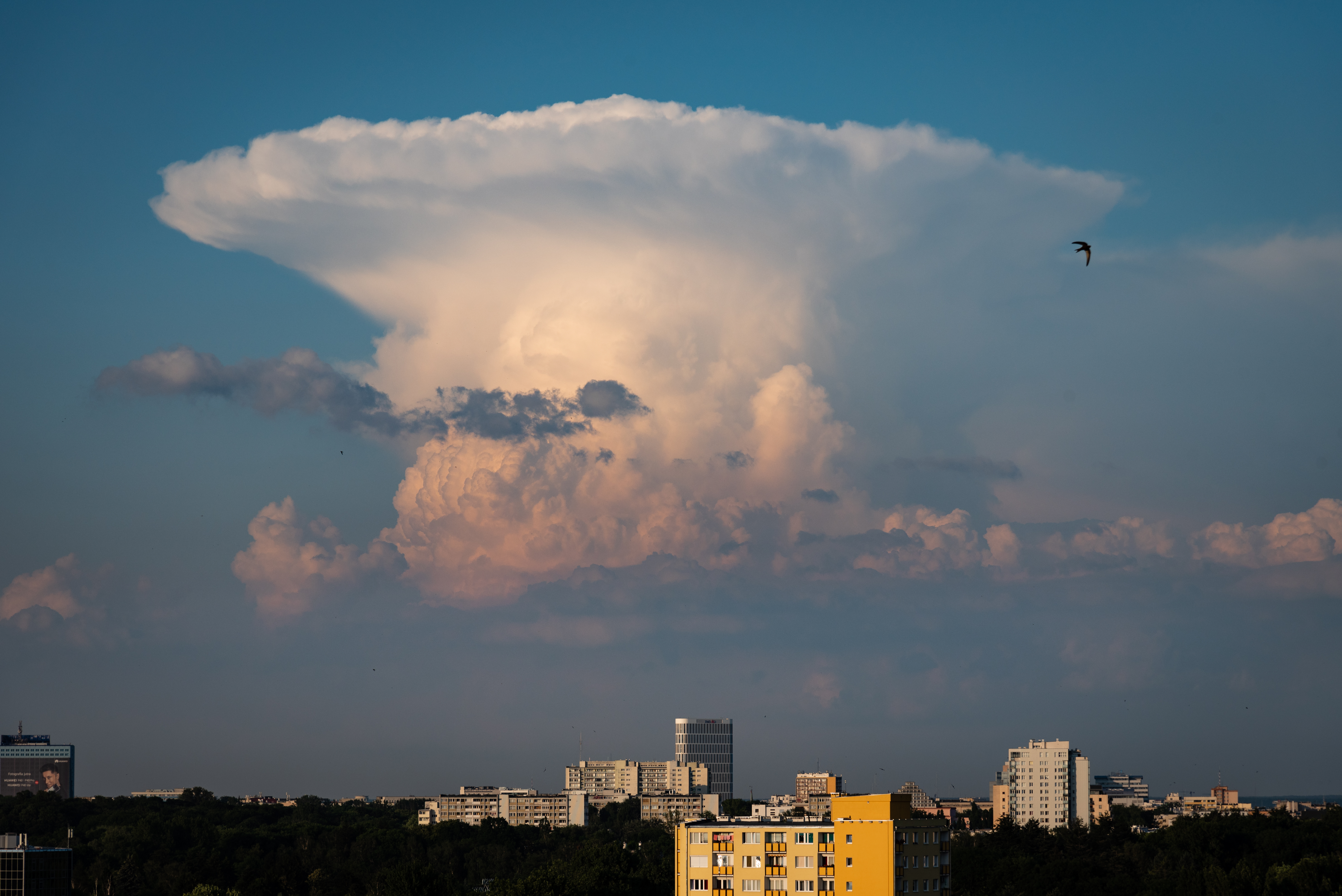
Cumulonimbus (Cb)

- Cumulus castellanus
- Cumulus congestus
- Cumulus fractus
- Cumulus humilis
- Cumulus mediocris
- Cumulonimbus

## Ocurrencia extraterrestre
Se han encontrado algunas nubes de tipo cúmulo en varios planetas del Sistema Solar. En Marte, el Orbitador Viking detectó cirros-cúmulos y estratocúmulos formados por procesos convectivos principalmente cerca de los casquetes polares del planeta. La Sonda Galileo ha detectado grandes cúmulos de nubes cerca de la Gran Mancha Roja, una gigantesca tormenta ciclónica en Júpiter. También se han identificado nubes cumuliformes en Saturno. En 2008, la sonda Cassini determinó que los cumuliformes cercanos al polo sur de Saturno formaban parte de un ciclón de más de 4000 kilómetros de diámetro. El Observatorio Keck ha detectado cúmulos de color blanquecino en Urano. Al igual que Urano, Netuno tiene nubes blancas, formadas por cristales de metano. Venus, sin embargo, no parece tener cúmulos de nubes.